# Cease to Begin
Cease to Begin — другий студійний альбом американського інді-рок гурту Band of Horses випущенний 9 жовтня 2007. Всі пісні були написані Беном Брідвелом, окрім "Act Together", написаної Джагером/Річардсом та записаної Роні Вудом в його альбомі I've Got My Own Album to Do.
Перший трек, "Is There a Ghost", став доступним для завантаження зі сторінки гурту на MySpace  28 серпня, 2007. Ця пісня посіла #93 сходинку в чарт-листі Rolling Stone 2007 року. Пісня стала першим чартовим синглом в Сполучених Штатах, посівши #34 місце в чарті треків сучасного року Billboard. Невдовзі, після офіційного релізу, третій трек альбому та другий сингл "No One's Gonna Love You" був розповсюдженний, як безкоштовне завантаження в iTunes Store через хот-споти Starbucks.
Альбом дебютував на #35 місці в американському чарт-листі Billboard 200 та на #47 місці, в списку найкращих 50 альбомів 2007 року за версією Rolling Stone.
Cease to Begin випустила в Японії 23 липня 2008  компанія звукозапису Tear Bridge Records. Альбом містив три додаткові сингли та розширене музикальне відео до пісні "Is There a Ghost".

## Композиції
1. "Is There a Ghost" – 2:59
2. "Ode to LRC" – 4:16
3. "No One's Gonna Love You" – 3:37
4. "Detlef Schrempf" – 4:28
5. "The General Specific" – 3:07
6. "Lamb on the Lam (in the City)" – 0:50
7. "Islands on the Coast" – 3:34
8. "Marry Song" – 3:23
9. "Cigarettes, Wedding Bands" – 4:35
10. "Window Blues" – 4:01
11. "No One's Gonna Love You" (live BBC session) (Japan-only bonus track)
12. "Is There a Ghost" (live BBC session) (Japan-only bonus track)
13. "Act Together" (live BBC session) (Japan-only bonus track)
14. "Is There a Ghost" (enhanced video) (Japan-only bonus track)

## Сингли
- "Is There a Ghost" (28 серпня, 2007)
- "No One's Gonna Love You" (25 лютого, 2008)

## Рецензії
Cease to Begin отримав рейтинг 78/100 на Metacritic та опинився в багатьох списках найкращих альбомів 2007 року:
- Austin Chronicle, Doug Freeman, альбом #1 2007 року
- Delusions of Adequacy, альбом #9 2007 року
- Filter Magazine, альбом #2 2007 року
- The Onion AV Club, альбом #5 2007 року
- Paste Magazine, альбом #9 2007 року